# Evangelische Pfarrkirche Traun

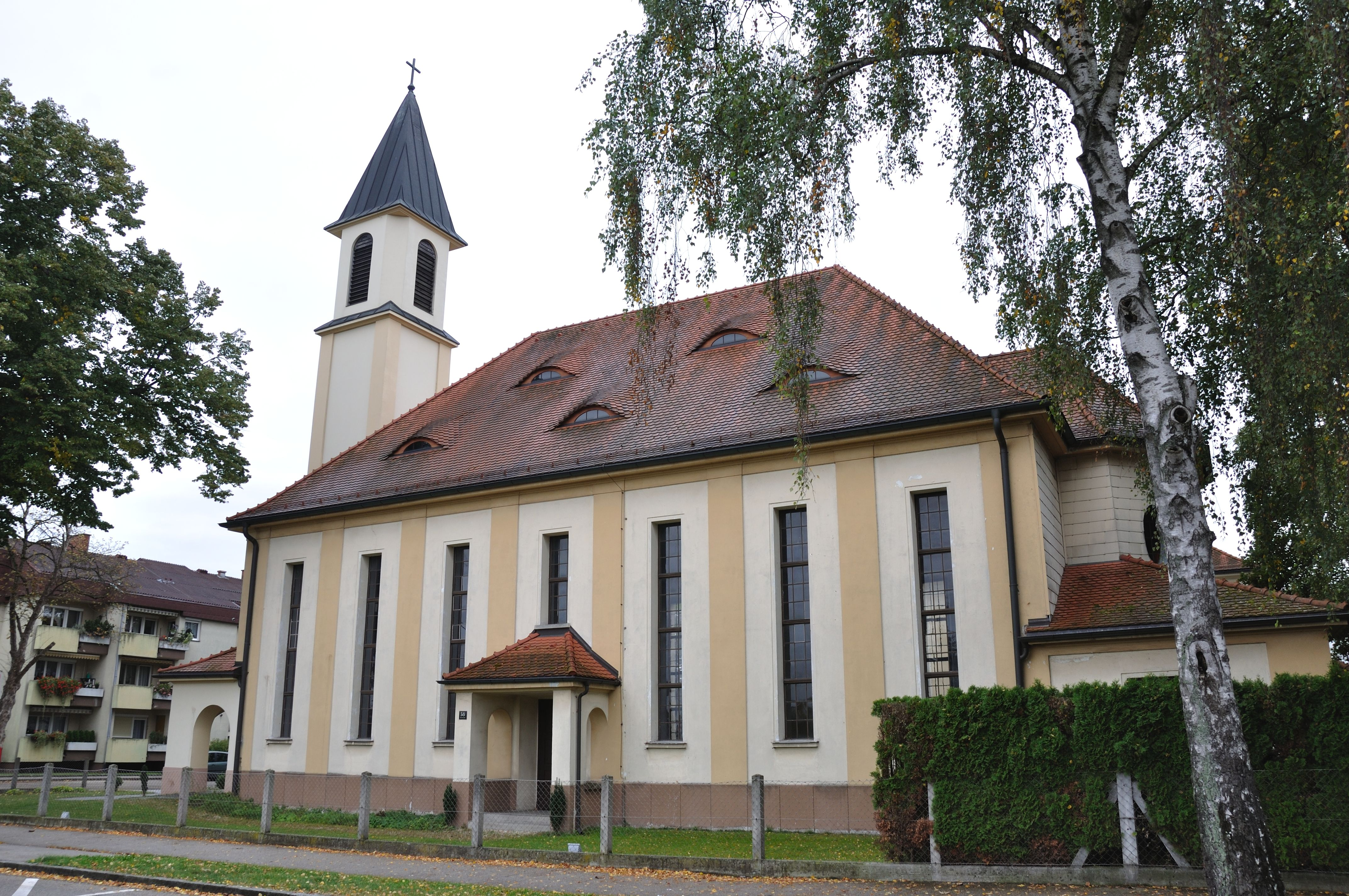
Evangelische Pfarrkirche in Traun

Die Evangelische Pfarrkirche Traun in der Stadtgemeinde Traun in Oberösterreich stammt aus dem Jahr 1913. Die Pfarrgemeinde ist Teil der Evangelischen Kirche A.B. in Österreich und gehört zur Evangelischen Superintendentur Oberösterreich. Unter dem Titel Evang. Pfarrkirche A.B. steht sie unter Denkmalschutz.

## Die evangelische Kirche
Baugrundstücke wurden 1901 und 1905 gekauft. Die Grundsteinlegung für die Kirche fand am 25. März 1913 statt. Die Bauausführung oblag Baumeister Roithner. Holzschnitzer Alois Feichtinger aus Bad Aussee wurde mit der Ausführung der Altargruppe betraut, die einen Arbeiter und einen Bauern unter dem Kreuz darstellt. Das Innere der Kirche ist schlicht und entspricht der protestantischen Auffassung, dass die Predigt im Mittelpunkt stehen soll. Die Einweihung der Kirche erfolgte am 8. September 1913.
Eine Holzdecke, eine Kanzel, eine Empore und eine Orgel aus dem Jahr 1957 vervollständigen das Kircheninnere.  In den Jahren 1983 und 1984 wurde der Glockenturm erbaut. Eine Glocke war bereits vorhanden, zwei weitere spendete der Frauenkreis. Die Glocken tragen die Namen „Glaube“, „Liebe“ und „Hoffnung“.

## Geschichte der evangelischen Gemeinde
Als Kaiser Maximilian II. im Jahr 1564 seine Regentschaft antrat, waren rund 90 % der Bevölkerung evangelisch. Im Zuge der Gegenreformation und insbesondere nach dem Oberösterreichischen Bauernkrieg von 1628 wurde der Glaube nicht mehr in der Öffentlichkeit praktiziert. Das durch Kaiser Joseph II. erlassene Toleranzpatent von 1781 erlaubte die Wiedererrichtung evangelischer Pfarrgemeinden in den habsburgischen Landen. Im heutigen Österreich wurden bis 1795 insgesamt 48 Toleranzgemeinden geschaffen. Für das Gebiet um Traun war Thenning die nächstgelegene Toleranzgemeinde. Ab 1846 stieg durch Zuzug von Schweizer Arbeitern die Zahl der Evangelischen. 1852 wurde eine evangelische Schule gebaut. Durch die Eröffnung der Kremstalbahn im Jahr 1880 konnten nun Nachbarpfarrer leichter anreisen und in Traun regelmäßiger Gottesdienst halten.
1913 wurde die Kirche eingeweiht. 1921 erfolgte die Herauslösung aus dem Sprengel Thenning und die Pfarrerhebung zur selbständigen Pfarrgemeinde Traun. Durch den 2. Weltkrieg kamen viele Flüchtlinge aus Siebenbürgen in die Gemeinde, welche dadurch auf über 4500 Mitglieder anwuchs. In der zu Traun gehörenden Tochtergemeinde Haid wurde 1985 erstmals ein eigener Pfarrer installiert.